# FA Cup 2017-2018
La FA Cup 2017-2018 è stata la 137ª edizione della FA Cup, la più importante coppa nel calcio inglese e la competizione ad eliminazione diretta più antica del mondo. È sponsorizzata da Emirates.
La finale si è svolta il 19 maggio 2018 allo Stadio di Wembley. Il Chelsea ha vinto la competizione per l'ottava volta nella sua storia.
Questa edizione del torneo è stata la prima a non prevedere il replay, in caso di pareggio, a partire dai quarti di finale.

## Calendario[1]
| Turno                           | Data              | Partite | Squadre   | Squadre entrate | Campionati entranti                         |
| ------------------------------- | ----------------- | ------- | --------- | --------------- | ------------------------------------------- |
| Turno extra preliminare         | 5 agosto 2017     | 185     | 737 → 552 | 370             |                                             |
| Turno preliminare               | 19 agosto 2017    | 160     | 552 → 392 | 135             | N&S&I Divisions One                         |
| Primo turno di qualificazione   | 2 settembre 2017  | 116     | 392 → 276 | 72              | N&S&I Premier Division                      |
| Secondo turno di qualificazione | 16 settembre 2017 | 80      | 276 → 196 | 44              | National North & South                      |
| Terzo turno di qualificazione   | 30 settembre 2017 | 40      | 196 → 156 |                 |                                             |
| Quarto turno di qualificazione  | 14 ottobre 2017   | 32      | 156 → 124 | 24              | National League                             |
| Primo turno                     | 4 novembre 2017   | 40      | 124 → 84  | 48              | Football League 1 Football League 2         |
| Secondo turno                   | 2 dicembre 2017   | 20      | 84 → 64   |                 |                                             |
| Terzo turno                     | 6 gennaio 2018    | 32      | 64 → 32   | 44              | Premier League Football League Championship |
| Quarto turno                    | 27 gennaio 2018   | 16      | 32 → 16   |                 |                                             |
| Quinto turno                    | 17 febbraio 2018  | 8       | 16 → 8    |                 |                                             |
| Sesto turno                     | 17 marzo 2018     | 4       | 8 → 4     |                 |                                             |
| Semifinali                      | 21 aprile 2018    | 2       | 4 → 2     |                 |                                             |
| Finale                          | 19 maggio 2018    | 1       | 2 → 1     |                 |                                             |

## Fase finale

### Primo turno
| Squadra 1            | Risultato | Squadra 2          |
| -------------------- | --------- | ------------------ |
| 3 novembre 2017      |           |                    |
| Port Vale            | 2 - 0     | Oxford Utd         |
| Notts County         | 4 - 2     | Bristol Rovers     |
| Hyde Utd             | 0 - 4     | MK Dons            |
| 4 novembre 2017      |           |                    |
| Shaw Lane            | 1 - 3     | Mansfield Town     |
| Bradford City        | 2 - 0     | Chesterfield       |
| Morecambe            | 3 - 0     | Hartlepool Utd     |
| Yeovil Town          | 1 - 0     | Southend Utd       |
| Peterborough Utd     | 1 - 1     | Tranmere           |
| Forest Green         | 1 - 0     | Macclesfield Town  |
| Fylde                | 4 - 2     | Kidderminster      |
| Luton Town           | 1 - 0     | Portsmouth         |
| Shrewsbury Town      | 5 - 0     | Aldershot Town     |
| Hereford             | 1 - 0     | Telford Utd        |
| Blackburn            | 3 - 1     | Barnet             |
| Ebbsfleet Utd        | 2 - 6     | Doncaster          |
| Boreham Wood         | 2 - 1     | Blackpool          |
| Colchester Utd       | 0 - 1     | Oxford City        |
| Plymouth             | 1 - 0     | Grimsby Town       |
| AFC Wimbledon        | 1 - 0     | Lincoln City       |
| Rochdale             | 4 - 0     | Bromley            |
| Carlisle Utd         | 3 - 2     | Oldham Athletic    |
| Cheltenham Town      | 2 - 4     | Maidstone Utd      |
| Crewe Alexandra      | 2 - 1     | Rotherham Utd      |
| Gillingham           | 2 - 1     | Leyton Orient      |
| Gainsborough Trinity | 0 - 6     | Slough Town        |
| Stevenage            | 5 - 0     | Nantwich Town      |
| Northampton Town     | 0 - 0     | Scunthorpe Utd     |
| Gateshead            | 2 - 0     | Chelmsford City    |
| Wigan                | 2 - 1     | Crawley Town       |
| Newport County       | 2 - 1     | Walsall            |
| 5 novembre 2017      |           |                    |
| Cambridge Utd        | 1 - 0     | Sutton Utd         |
| Guiseley             | 0 - 0     | Accrington Stanley |
| Leatherhead          | 1 - 1     | Billericay Town    |
| Coventry City        | 2 - 0     | Maidenhead Utd     |
| Solihull Moors       | 0 - 2     | Wycombe            |
| Dartford             | 1 - 5     | Swindon Town       |
| Woking               | 1 - 1     | Bury               |
| Charlton             | 3 - 1     | Truro City         |
| Exeter City          | 3 - 1     | Heybridge Swifts   |
| 6 novembre 2017      |           |                    |
| Chorley              | 1 - 2     | Fleetwood Town     |

#### Replay
| Squadra 1          | Risultato       | Squadra 2        |
| ------------------ | --------------- | ---------------- |
| 14 novembre 2017   |                 |                  |
| Accrington Stanley | 1 - 1 (3-4 dtr) | Guiseley         |
| Bury               | 0 - 3           | Woking           |
| Scunthorpe Utd     | 1 - 0           | Northampton Town |
| 15 novembre 2017   |                 |                  |
| Tranmere           | 0 - 5           | Peterborough Utd |
| 16 novembre 2017   |                 |                  |
| Billericay Town    | 1 - 3           | Leatherhead      |

### Secondo turno
| Squadra 1        | Risultato | Squadra 2        |
| ---------------- | --------- | ---------------- |
| 1º dicembre 2017 |           |                  |
| Fylde            | 1 - 1     | Wigan            |
| 2 dicembre 2017  |           |                  |
| Notts County     | 3 - 2     | Oxford Utd       |
| MK Dons          | 4 - 1     | Maidstone Utd    |
| Port Vale        | 1 - 1     | Yeovil Town      |
| Shrewsbury Town  | 2 - 0     | Morecambe        |
| Stevenage        | 5 - 2     | Swindon Town     |
| Bradford City    | 3 - 1     | Plymouth         |
| Gillingham       | 1 - 1     | Carlisle Utd     |
| Forest Green     | 3 - 3     | Exeter City      |
| Fleetwood Town   | 1 - 1     | Hereford         |
| 3 dicembre 2017  |           |                  |
| Coventry City    | 3 - 0     | Boreham Wood     |
| Blackburn        | 3 - 3     | Crewe Alexandra  |
| Mansfield Town   | 3 - 0     | Guiseley         |
| Gateshead        | 0 - 5     | Luton Town       |
| Doncaster        | 3 - 0     | Scunthorpe Utd   |
| AFC Wimbledon    | 3 - 1     | Charlton         |
| Woking           | 1 - 1     | Peterborough Utd |
| Newport County   | 2 - 0     | Cambridge Utd    |
| Wycombe          | 3 - 1     | Leatherhead      |
| 4 dicembre 2017  |           |                  |
| Slough Town      | 0 - 4     | Rochdale         |

#### Replay
| Squadra 1        | Risultato   | Squadra 2      |
| ---------------- | ----------- | -------------- |
| 12 dicembre 2017 |             |                |
| Wigan            | 3 - 2       | Fylde          |
| Yeovil Town      | 3 - 2 (dts) | Port Vale      |
| Exeter City      | 2 - 1 (dts) | Forest Green   |
| Peterborough Utd | 5 - 2       | Woking         |
| 13 dicembre 2017 |             |                |
| Crewe Alexandra  | 0 - 1       | Blackburn      |
| 14 dicembre 2017 |             |                |
| Hereford         | 0 - 2       | Fleetwood Town |
| 19 dicembre 2017 |             |                |
| Carlisle Utd     | 3 - 1       | Gillingham     |

### Terzo turno
| Squadra 1         | Risultato | Squadra 2         |
| ----------------- | --------- | ----------------- |
| 5 gennaio 2018    |           |                   |
| Liverpool         | 2 - 1     | Everton           |
| Manchester Utd    | 2 - 0     | Derby County      |
| 6 gennaio 2018    |           |                   |
| Fleetwood Town    | 0 - 0     | Leicester City    |
| Middlesbrough     | 2 - 0     | Sunderland        |
| Ipswich Town      | 0 - 1     | Sheffield Utd     |
| Watford           | 3 - 0     | Bristol City      |
| Birmingham City   | 1 - 0     | Burton Albion     |
| Aston Villa       | 1 - 3     | Peterborough Utd  |
| Bournemouth       | 2 - 2     | Wigan             |
| Coventry City     | 2 - 1     | Stoke City        |
| Bolton            | 1 - 2     | Huddersfield Town |
| Yeovil Town       | 2 - 0     | Bradford City     |
| Brentford         | 0 - 1     | Notts County      |
| QPR               | 0 - 1     | MK Dons           |
| Exeter City       | 0 - 2     | West Bromwich     |
| Doncaster         | 0 - 1     | Rochdale          |
| Blackburn         | 0 - 1     | Hull City         |
| Cardiff City      | 0 - 0     | Mansfield Town    |
| Manchester City   | 4 - 1     | Burnley           |
| Wolverhampton     | 0 - 0     | Swansea City      |
| Stevenage         | 0 - 0     | Reading           |
| Newcastle Utd     | 3 - 1     | Luton Town        |
| Millwall          | 4 - 1     | Barnsley          |
| Fulham            | 0 - 1     | Southampton       |
| Wycombe           | 1 - 5     | Preston N.E.      |
| Carlisle Utd      | 0 - 0     | Sheffield Weds    |
| Norwich City      | 0 - 0     | Chelsea           |
| 7 gennaio 2018    |           |                   |
| Newport County    | 2 - 1     | Leeds Utd         |
| Shrewsbury Town   | 0 - 0     | West Ham Utd      |
| Tottenham         | 3 - 0     | AFC Wimbledon     |
| Nottingham Forest | 4 - 2     | Arsenal           |
| 8 gennaio 2018    |           |                   |
| Brighton          | 2 - 1     | Crystal Palace    |

#### Replay
| Squadra 1       | Risultato       | Squadra 2       |
| --------------- | --------------- | --------------- |
| 16 gennaio 2018 |                 |                 |
| Leicester City  | 2 - 0           | Fleetwood Town  |
| Mansfield Town  | 1 - 4           | Cardiff City    |
| Sheffield Weds  | 2 - 0           | Carlisle Utd    |
| West Ham Utd    | 1 - 0 (dts)     | Shrewsbury Town |
| Reading         | 3 - 0           | Stevenage       |
| 17 gennaio 2018 |                 |                 |
| Chelsea         | 1 - 1 (5-3 dtr) | Norwich City    |
| Swansea City    | 2 - 1           | Wolverhampton   |
| Wigan           | 3 - 0           | Bournemouth     |

### Quarto turno
| Squadra 1         | Risultato | Squadra 2         |
| ----------------- | --------- | ----------------- |
| 26 gennaio 2018   |           |                   |
| Sheffield Weds    | 3 - 1     | Reading           |
| Yeovil Town       | 0 - 4     | Manchester Utd    |
| 27 gennaio 2018   |           |                   |
| Peterborough Utd  | 1 - 5     | Leicester City    |
| Huddersfield Town | 1 - 1     | Birmingham City   |
| Notts County      | 1 - 1     | Swansea City      |
| MK Dons           | 0 - 1     | Coventry City     |
| Millwall          | 2 - 2     | Rochdale          |
| Southampton       | 1 - 0     | Watford           |
| Middlesbrough     | 0 - 1     | Brighton          |
| Wigan             | 2 - 0     | West Ham Utd      |
| Hull City         | 2 - 1     | Nottingham Forest |
| Sheffield Utd     | 1 - 0     | Preston N.E.      |
| Newport County    | 1 - 1     | Tottenham         |
| Liverpool         | 2 - 3     | West Bromwich     |
| 28 gennaio 2018   |           |                   |
| Chelsea           | 3 - 0     | Newcastle Utd     |
| Cardiff City      | 0 - 2     | Manchester City   |

#### Replay
| Squadra 1       | Risultato   | Squadra 2         |
| --------------- | ----------- | ----------------- |
| 6 febbraio 2018 |             |                   |
| Birmingham City | 1 - 4 (dts) | Huddersfield Town |
| Rochdale        | 1 - 0       | Millwall          |
| Swansea City    | 8 - 1       | Notts County      |
| 7 febbraio 2018 |             |                   |
| Tottenham       | 2 - 0       | Newport County    |

### Quinto turno
| Squadra 1         | Risultato | Squadra 2       |
| ----------------- | --------- | --------------- |
| 16 febbraio 2018  |           |                 |
| Leicester City    | 1 - 0     | Sheffield Utd   |
| Chelsea           | 4 - 0     | Hull City       |
| 17 febbraio 2018  |           |                 |
| Sheffield Weds    | 0 - 0     | Swansea City    |
| West Bromwich     | 1 - 2     | Southampton     |
| Brighton          | 3 - 1     | Coventry City   |
| Huddersfield Town | 0 - 2     | Manchester Utd  |
| 18 febbraio 2018  |           |                 |
| Rochdale          | 2 - 2     | Tottenham       |
| 19 febbraio 2018  |           |                 |
| Wigan             | 1 - 0     | Manchester City |

#### Replay
| Squadra 1        | Risultato | Squadra 2      |
| ---------------- | --------- | -------------- |
| 27 febbraio 2018 |           |                |
| Swansea City     | 2 - 0     | Sheffield Weds |
| 28 febbraio 2018 |           |                |
| Tottenham        | 6 - 1     | Rochdale       |

### Quarti di finale
| Squadra 1      | Risultato   | Squadra 2   |
| -------------- | ----------- | ----------- |
| 17 marzo 2018  |             |             |
| Swansea City   | 0 - 3       | Tottenham   |
| Manchester Utd | 2 - 0       | Brighton    |
| 18 marzo 2018  |             |             |
| Wigan          | 0 - 2       | Southampton |
| Leicester City | 1 - 2 (dts) | Chelsea     |

### Semifinali
| Squadra 1      | Risultato | Squadra 2   |
| -------------- | --------- | ----------- |
| 21 aprile 2018 |           |             |
| Manchester Utd | 2 - 1     | Tottenham   |
| 22 aprile 2018 |           |             |
| Chelsea        | 2 - 0     | Southampton |

### Finale
| Arbitro: | Michael Oliver |

|                      |           |  |
| E. Hazard 22’ (rig.) | Marcatori |  |